# Geattesteerde taal
Met een geattesteerde taal wordt iedere (levende of dode) taal bedoeld waarvan er rechtstreeks materiaal in gesproken en/of geschreven vorm bestaat, dat het bewijs vormt dat deze taal daadwerkelijk bestaat of heeft bestaan. Een voorbeeld van het tegendeel hiervan, dus van een niet-geattesteerde taal, is het Proto-Indo-Europees. Hoewel rechtstreeks bewijs van hun daadwerkelijke bestaan dus ontbreekt, kunnen niet-geattesteerde talen door middel van taalreconstructie tot op zekere hoogte toch in kaart worden gebracht. Dergelijke kunstmatig gereconstrueerde talen zijn over het algemeen vooroudertalen. De hieruit later ontstane dochtertalen dienen in dit verband als indirect bewijsmateriaal voor het bestaan van de eerdere proto-taal.
Niet-geattesteerde (hypothetische) talen zijn dus in het algemeen vooroudertalen, maar niet elke vooroudertaal is een niet-geattesteerde taal. Het Latijn en Vedisch Sanskriet zijn voorbeelden van geattesteerde vooroudertalen.